# ベル ヒューイ
ベル ヒューイ（英語: Bell Huey）は、アメリカ合衆国のベル・ヘリコプター社によって開発された中型ヘリコプターのファミリー。1950年代、ベル 204がUH-1としてアメリカ軍に採用されたのを皮切りに、西側諸国で次々に採用され、もっとも多用される汎用ヘリコプターとなった。

## 概要
ヒューイ・ファミリーは、西側諸国のヘリコプターとしては最大となる、10,000機以上の生産数を誇る汎用ヘリコプターである。後方スライド式大型ドアをキャビン両側に持ち、その後に燃料タンク、その真上にタービンエンジンというタービンヘリの標準形を作り上げた機体と言える。メインローターはベル社伝統の安定棒（スタビライザ・バー）付き2枚ブレードを装備している。
一般的によく使われる愛称の「ヒューイ」は、アメリカ陸軍での部隊配備当初の型番HU-1の1を英文字のIと見做し「HUI=ヒューイ」と読んだことに由来する。但し、正式な愛称は、アメリカ州の先住民族に由来する「イロコイ」（Iroquois）である。

## 単発型

### 204シリーズ

#### 204
1950年代のアメリカ陸軍では、朝鮮戦争でH-13（ベル47）ヘリコプターが軽輸送や負傷者後送（CASEVAC）に活躍したことを踏まえて、汎用ヘリコプターの採用を計画していた。コンペティションではベル社の案とカマン社の案が検討されたが、両者はほぼ互角であった。カマン社の案は既に空軍でH-43として採用されていたが、陸軍長官は、ベル社がH-13において実績を積んでいることを評価して、1955年2月23日、ベル社の案を採択した。
ベル社はこの設計の社内呼称としてモデル 204を付与した。まずライカミングXT53-L-1エンジン（700馬力）を搭載したプロトタイプ3機が制作され、これはXH-40の仮制式名を付与されて、1956年10月20日に初飛行した。またその後製作された先行量産型のYH-40では、キャビンを1フィート増高するとともに、エンジンをライカミングT53-L-1A（770馬力）に変更した。
1959年6月30日より、先行量産型のHU-1の引き渡しが開始された。HU-1が9機製作されたところで、生産は全規模生産型のHU-1Aに切りかえられ、1961年の生産終了までに183機が製作された。

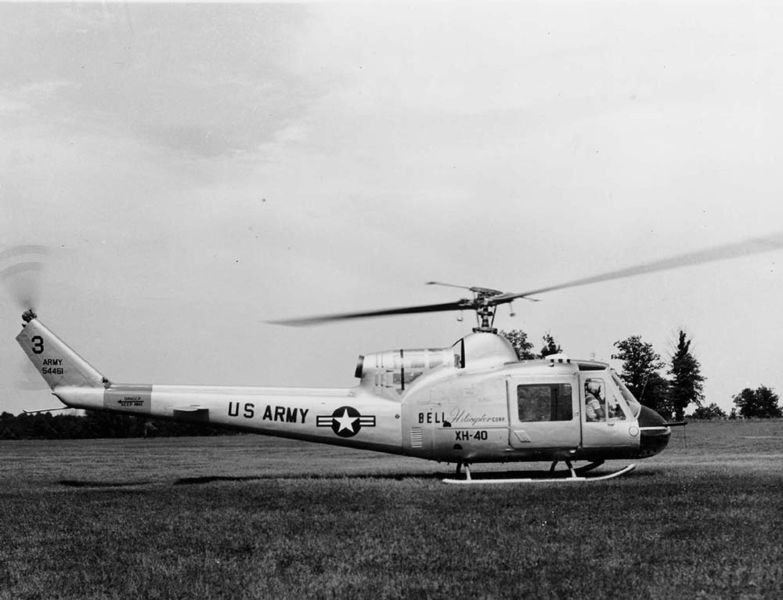
モデル 204 / XH-40
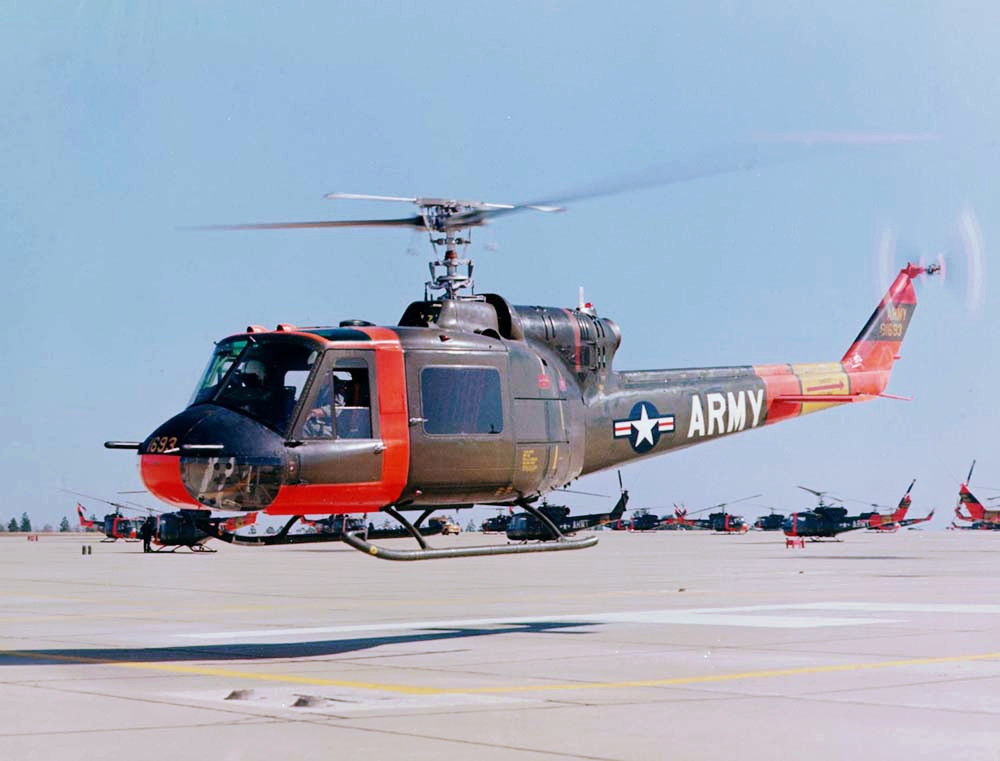
モデル 204 / UH-1

#### 204B
UH-1Aの運用実績を踏まえて、アメリカ陸軍向けの改良型としてUH-1Bが開発されて、1961年3月より納入が開始された。胴体を若干延長し、兵員7名か担架4基、貨物であれば1,360 kg（3,000 lbs）を搭載できた。エンジンとしては、初期型はT53-L-5（出力960馬力）、後期型ではT53-L-11（1,100馬力）を搭載していた。
そしてこれを元にした民間型がモデル 204Bであり、1963年4月4日にFAAの型式証明を取得した。定員10名、エンジンはライカミングT5309Aで、荷物の収容スペースを確保するため、テイルブームは2フィート延長された。
ベル社では、軍用・民生用の合計で1033機を生産した。また本モデルは輸出にも供されており、オーストラリア空軍が24機、ニュージーランド空軍が5機を購入した。イタリアではアグスタ-ベル204Bとしてライセンス生産されたが、こちらはエンジンとしてブリストル・シドレー グノーム（ゼネラル・エレクトリック T58のライセンス生産版）を搭載することが多かった。
また日本でも、1961年には、三井物産を販売代理店として、富士重工業によるライセンス生産契約が締結された。富士重工業は陸上自衛隊向けのHU-1B 90機のほか、民間向けのモデル204Bも55機を納入し、朝日ヘリコプターや全日本空輸など民間の物量空輸会社の市場を開拓したほか、警視庁を皮切りに警察航空隊でも採用された。富士重工業生産分は、テイルローターを左側ではなく右側に装着したほか、1973年以降は、エンジンを川崎-ライカミングKT53-13B（1,400馬力）に更新するとともにテイルローターを大型化したモデル204B-2に移行した。また、1969年から1973年にかけては、富士重工業にて社有機を改造し小型の主翼を取り付けた有翼ヘリコプター実験機XMHの飛行試験が行われている。

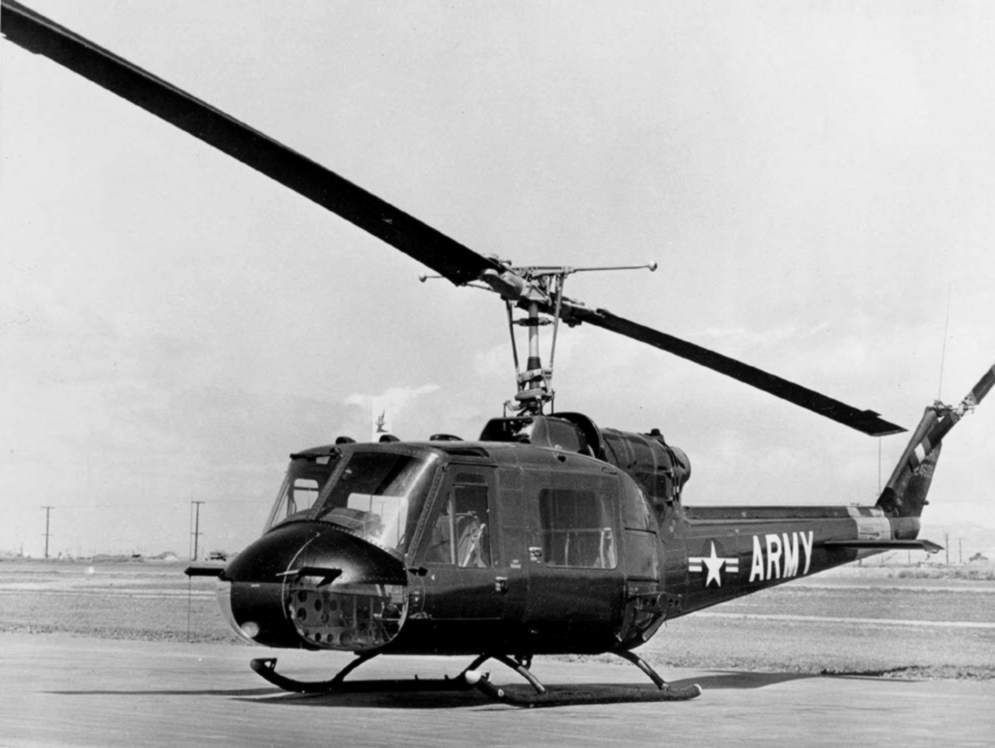
モデル 204B / UH-1B
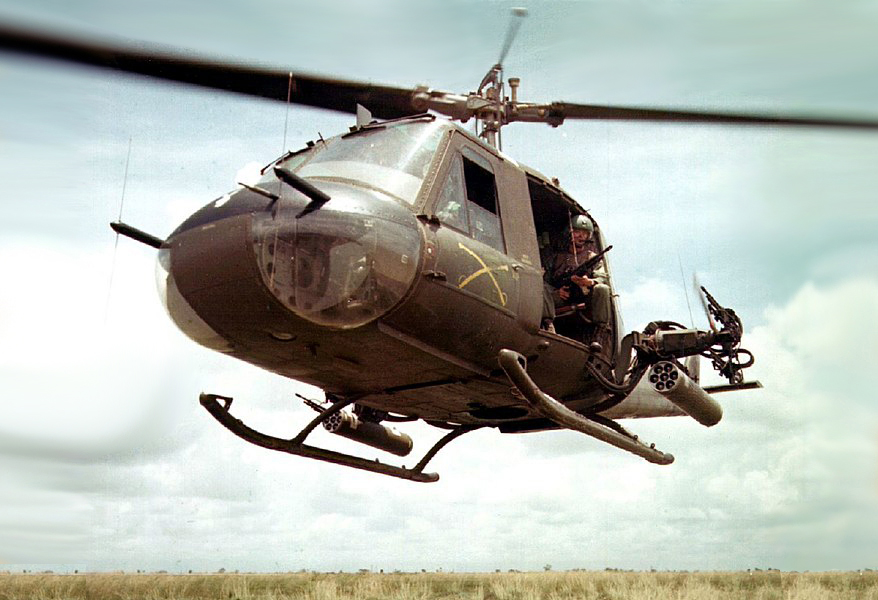
武装攻撃装備のUH-1B
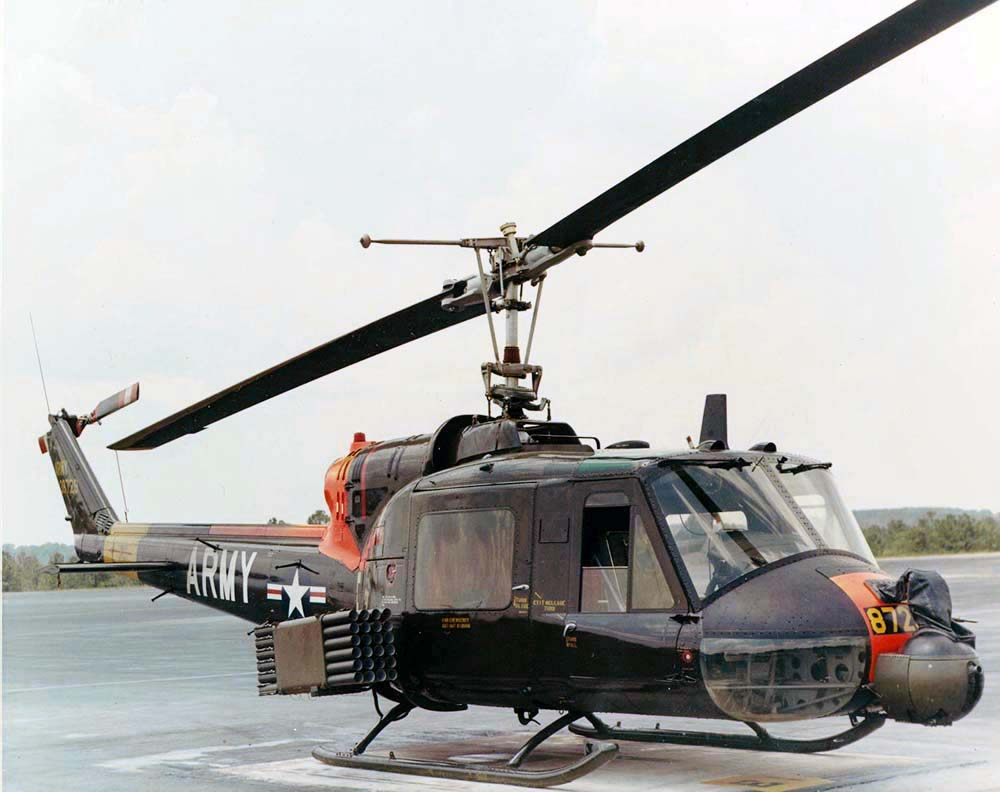
武装攻撃装備のUH-1C

### 205シリーズ

#### 205
モデル 204をもとに、胴体を延長するなどの改設計を施した発展型として、ベル社が開発したものがモデル 205であった。アメリカ陸軍で最初に導入されたのがUH-1B後期生産型と同じT53-L-11エンジンを搭載したUH-1Dで、試作機（YUH-1D）7機は1960年7月に発注されて1961年8月16日に初飛行した。部隊配備は1963年8月より開始された。
続いて、エンジンを新型で強力なT53-L-13（出力1,400馬力）に換装したUH-1Hが開発されて、アメリカ陸軍では1967年9月より配備が開始された。そしてこれを元にした民間型がモデル 205A-1であった。定員15名、エンジンはライカミングT5313A（出力1,400馬力を1,250馬力に減格使用）を搭載した。

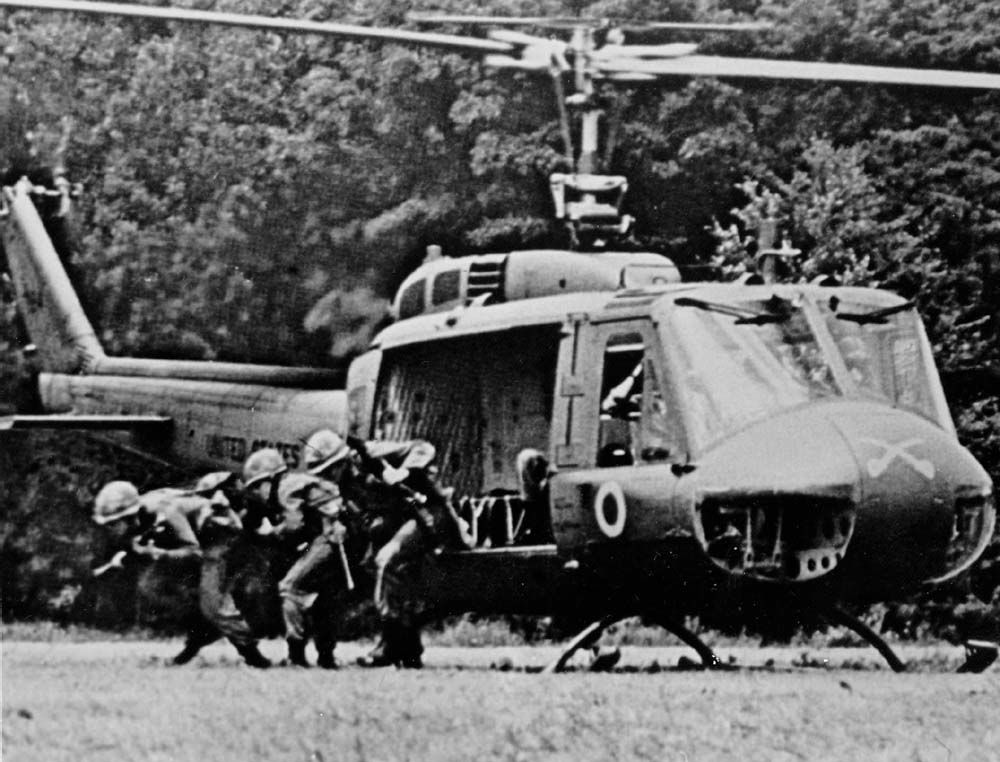
モデル 205 / UH-1D
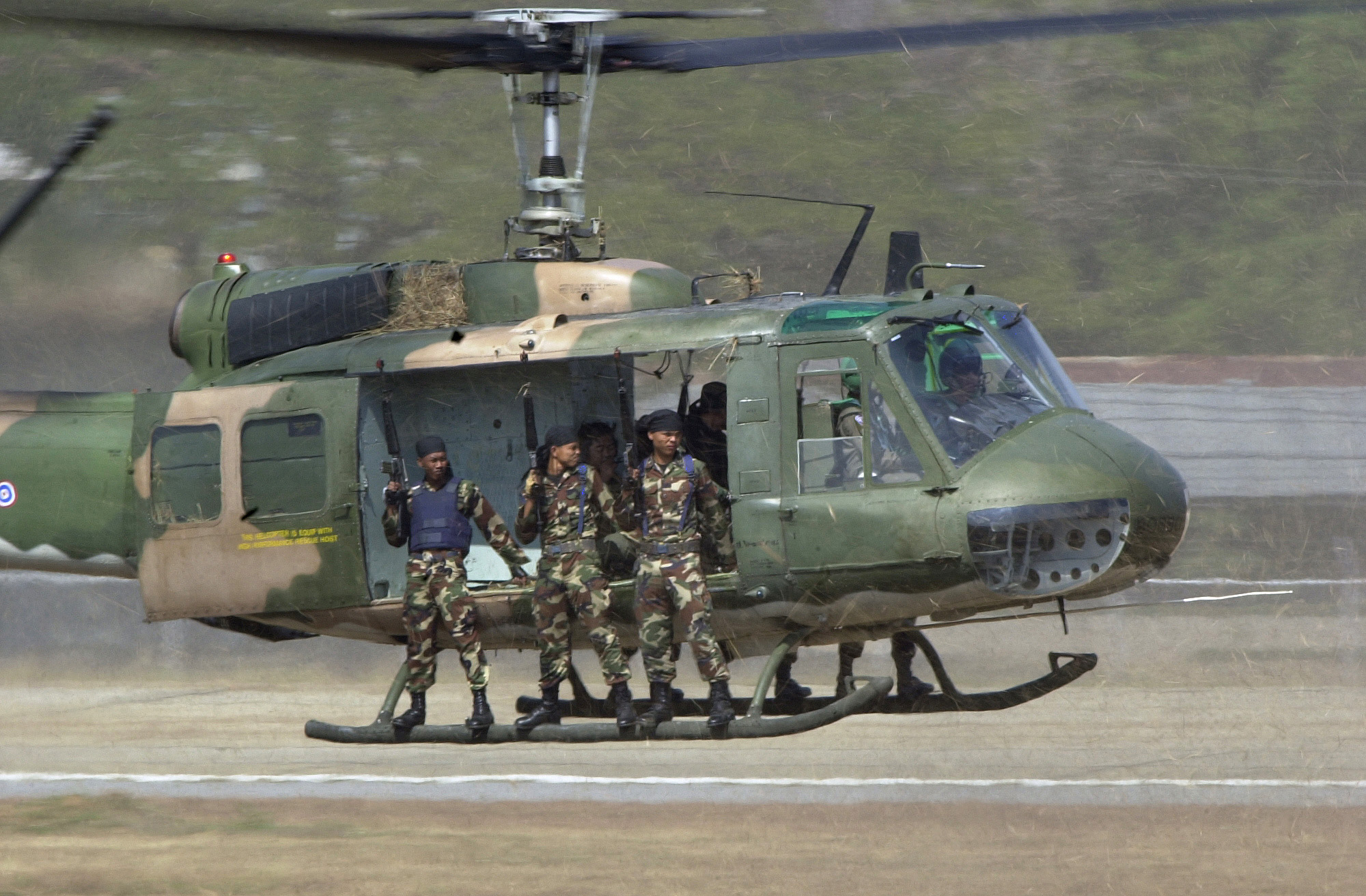
モデル 205A-1 / UH-1H

#### 205B

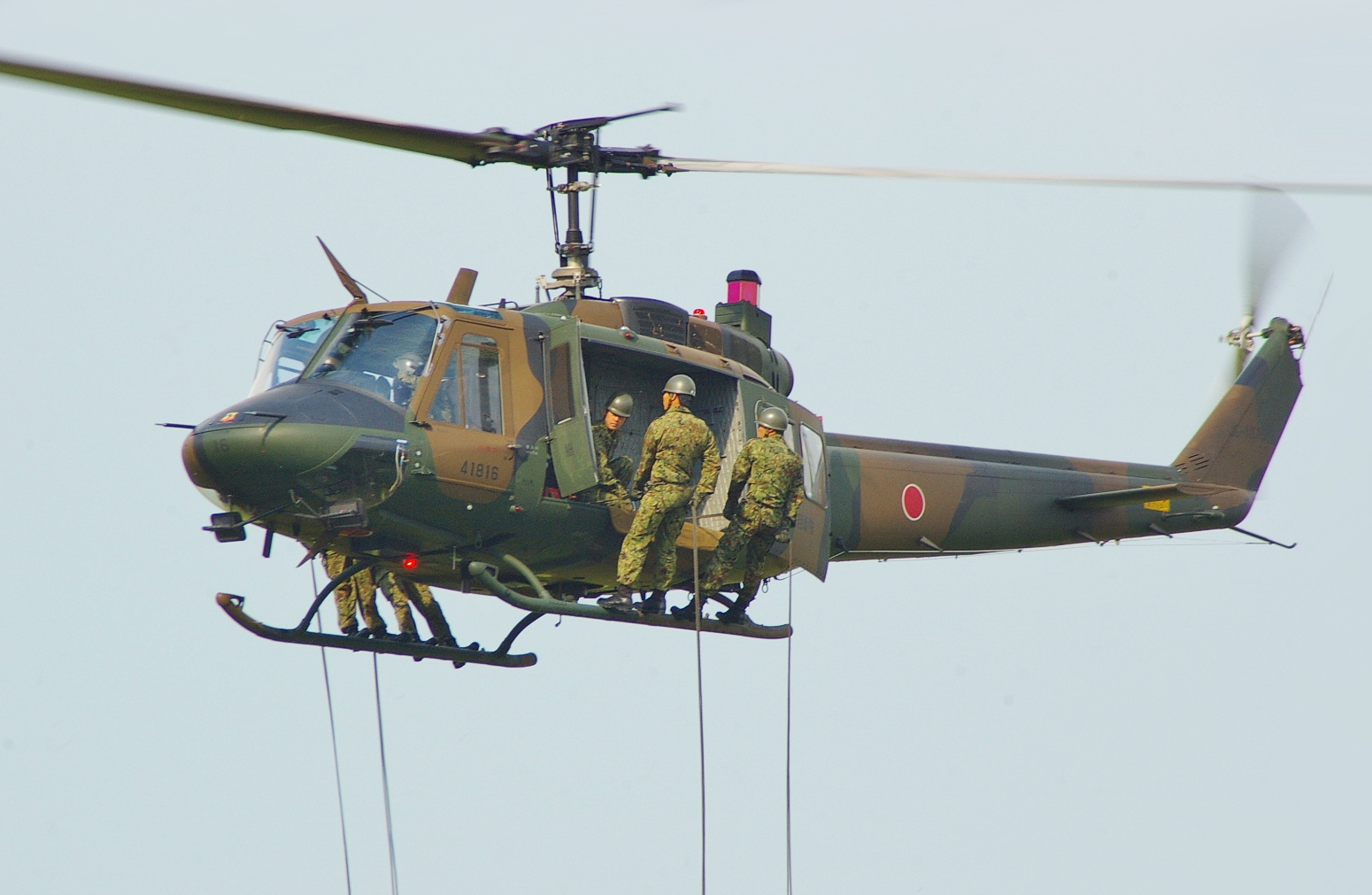
モデル 205B / UH-1J

モデル 205A-1を発展させたアドバンスト・モデル 205A-1が開発され、1988年4月23日には試作機（機体記号N19AL）がテキサス州で進空、1989年12月6日にモデル 205BとしてFAAの型式証明を取得した。
この開発計画は、モデル 205のライセンス生産を行なっていた富士重工業が主導する形で進められ、事実上日本単独で開発したとされることもある。モデル 205をもとに、ローター・ブレードと機首部をベル 212から導入するとともに、エンジンをライカミング T53-L-703（出力：1,800 hp / 1342 kW）に換装したほか、コックピットも近代化されている。その軍用型がUH-1Jであり、陸上自衛隊において1993年9月3日より配備を開始した。
またベル社では、テキストロン・ライカミングとの合弁事業としてUH-1HP ヒューイ-IIを開発し、1992年8月に試作機が完成したが、これも205Bと同様の設計であった。UH-1HP ヒューイ-IIは、新造機とともに、既存の機体からの改修キットもセールスされている。2005年には、アメリカ空軍のUH-1Hをヒューイ-II仕様にアップグレードする契約が締結された。

### 209
モデル 204（UH-1B/C）をベースに、武装攻撃に特化した機体（攻撃ヘリコプター）として開発されたのが、モデル 209、通称「ヒューイコブラ」である。兵員室を廃し、コクピットをタンデム配置として、機首部に銃座と火器管制システムを装備したことから、外見上は一新されているが、動力系や後部胴体は基本的にモデル204のものが踏襲されている。
アメリカ陸軍は、モデル 209をAH-1Gとして制式採用し、1967年より実戦投入したのち、対戦車攻撃能力を増強したAH-1Q、エンジン出力の増強など全面的に改良されたAH-1Sと進化した。またアメリカ海兵隊も、陸軍仕様のAH-1Gを1969年より導入したのに続いて、1971年より双発化するなどした海兵隊仕様の機体としてAH-1J、そして1977年からは動力系をモデル 214から導入したAH-1Tの配備が開始された。
また、少数の非武装機が、アメリカ合衆国農務省林野局で運用されている。

### 210
モデル 205A-1の発展型として開発されたのがモデル 210である。ベル 212の動力系統を導入するとともに、エンジンをハネウェル T5317B（T53-17Bの民間仕様）に換装しており、2005年7月に型式証明を取得した。
モデル 210は主として民間向けとされている。アメリカ陸軍のLUH計画では有力候補と見られていたが、陸軍が要求仕様を変更して双発機を要求したことから、ベル社では412EPを提案するように方針変更した。なおこのコンペティションでは、結局、ユーロコプター EC 145がUH-72 ラコタとして採用された。

## 214 / 214ST

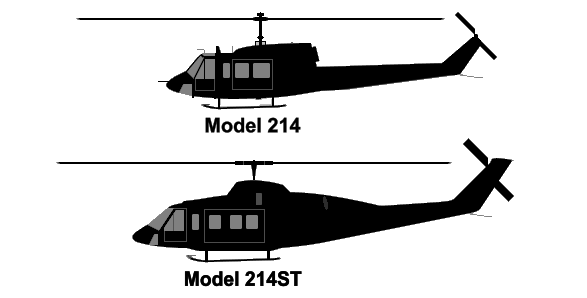
ベル214

モデル 205をもとに、動力系を大幅に強化して開発されたのがモデル 214 ヒューイ・プラスである。開発は1970年10月12日に公表された。エンジンをT53-L-702（1,900馬力）に換装するとともにトランスミッションやローターも強化された。
のちに、双発化するとともに胴体を延長するなど、さらに強化したモデル 214STも開発された。

## 双発型

### 208
モデル 205を元に、双発化した試作機として開発されたのがモデル 208である。エンジンとしては、チュルボメカ アルトウステを元に開発されたコンチネンタル XT67が搭載されており、1965年4月27日に初飛行した。

### 212
モデル 212は、モデル 205A（UH-1H）の双発型として開発された機体である。最大の変更点は、エンジンとしてプラット・アンド・ホイットニー・カナダ PT6Tを採用していることだが、そのほかにも、動力系が全体的に改設計されているほか、機内容積拡張のため機首部を延長している。
本機は、1968年5月のカナダの発注に基づいて開発されており、カナダ軍ではCUH-1N ツインヒューイ（のちにCH-135）と称される。またアメリカ軍でも、海軍・海兵隊と空軍が、UH-1Nとして採用しており、カナダ軍より1年先行して、1970年より引き渡しが開始された。
また、モデル 204/205と同様にイタリアのアグスタ社でもライセンス生産が行なわれ、これはAB-212と称された。このうち、対潜戦・対水上戦仕様の212ASWは、イギリスのウエストランド社が開発したリンクスとともに、西側の代表的な小型哨戒ヘリコプターとなった。

### 412
モデル 212を元に、4枚ローターを採用するなど改良を加えて開発されたのがモデル 412であり、1979年に初飛行した。
カナダ軍でCH-146 グリフォン、イギリス軍ではグリフィンHT.1およびHAR.2として採用された。また自衛隊でもUH-2として採用された。

### 449
モデル 209（AH-1J/T）をもとに、エンジンをGE T700の双発配置としたモデルで、アメリカ海兵隊ではAH-1Wとして採用された。またその後、更にUH-1Y ヴェノムとの共用性を強化したAH-1Zに発展した。

### 450
モデル 212を元に、エンジンをゼネラル・エレクトリック T700の双発配置とし、主ローターを4枚ブレードとするなど、AH-1Zとタイアップして開発された改良型がモデル 450である。アメリカ海兵隊ではUH-1Yとして採用され、2009年1月より配備を開始した。